# Magyarország kormányfőinek listája
Magyarországon 1848-ban a 12 pont második követelése volt a felelős kormány (a mai szóhasználattól eltérően minisztérium) felállítása. V. Ferdinánd király 1848. március 17-én nevezte ki miniszterelnöknek gróf Batthyány Lajost, az első magyar miniszterelnököt.
Jelenleg a magyar miniszterelnök az öt legfőbb magyar közjogi méltóság közül a második.
A magyar kormányok vezetőinek a listája, beleértve a miniszterelnököket és a Minisztertanács elnökeit (az ettől eltérő megnevezés az adott személynél külön jelölve):

## Hivatalos megnevezése
| Magyarország államneve                                                    | Név                                                                     | Hivatali idő        | Hivatali idő        |
| Magyarország államneve                                                    | Név                                                                     | Kezdete             | Vége                |
| ------------------------------------------------------------------------- | ----------------------------------------------------------------------- | ------------------- | ------------------- |
| Magyar Királyság                                                          | A Magyar Királyság miniszterelnöke                                      | 1848. március 17.   | 1848. október 2.    |
| Magyar Királyság                                                          | Az Országos Honvédelmi Bizottmány elnöke                                | 1848. október 2.    | 1849. május 1.      |
| Magyar Állam                                                              | Magyarország miniszterelnöke                                            | 1849. május 2.      | 1849. augusztus 11. |
| Nincs felelős magyar kormányzat (1849. augusztus 11. – 1867. február 17.) |                                                                         |                     |                     |
| Szent István Koronájának Országai                                         | A Magyar Királyság miniszterelnöke                                      | 1867. február 17.   | 1918. november 16.  |
| Magyar Népköztársaság                                                     | A Magyar Népköztársaság miniszterelnöke                                 | 1918. november 16.  | 1919. március 21.   |
| Magyarországi Tanácsköztársaság                                           | A Magyarországi Tanácsköztársaság Forradalmi Kormányzótanácsának elnöke | 1919. március 21.   | 1919. augusztus 1.  |
| Magyar Köztársaság                                                        | Magyarország miniszterelnöke                                            | 1919. augusztus 1.  | 1920. március 15.   |
| Magyar Királyság                                                          | A Magyar Királyság miniszterelnöke                                      | 1920. március 15.   | 1946. február 1.    |
| Üres (1946. február 1. – 1946. február 4.)                                |                                                                         |                     |                     |
| Magyar Köztársaság                                                        | A Magyar Köztársaság miniszterelnöke                                    | 1946. február 4.    | 1949. augusztus 20. |
| Magyar Népköztársaság                                                     | A Magyar Népköztársaság minisztertanácsának elnöke                      | 1949. augusztus 20. | 1989. október 23.   |
| Magyar Köztársaság                                                        | A Magyar Köztársaság miniszterelnöke                                    | 1989. október 23.   | 2011. december 31.  |
| Magyarország                                                              | Magyarország miniszterelnöke                                            | 2012. január 1.     | napjainkig          |

## Lista

### Magyar Királyság(1848–1849)
Pártok
      Ellenzéki Párt
| # | Portré | Miniszterelnök                                        | Hivatal kezdete   | Hivatal vége      | Kormány                                             | Választás | Uralkodó         |
| - | ------ | ----------------------------------------------------- | ----------------- | ----------------- | --------------------------------------------------- | --------- | ---------------- |
| 1 |        | gróf németújvári Batthyány Lajos (1807–1849)          | 1848. március 17. | 1848. október 2.  | Batthyány-kormány (Ellenzéki Párt–Konzervatív Párt) | 1. (1848) | V. Ferdinánd     |
|   |        | báró Récsey Ádám (1775–1852) törvénytelenül kinevezve | 1848. október 3.  | 1848. október 7.  | —                                                   | 1. (1848) | V. Ferdinánd     |
| 2 |        | udvardi és kossuthfalvi Kossuth Lajos (1802–1894)     | 1848. október 2.  | 1849. április 14. | Országos Honvédelmi Bizottmány                      | 1. (1848) | I. Ferenc József |

### Magyar Állam(1849)
Pártok
      Ellenzéki Párt
| #                                              | Portré                                         | Miniszterelnök                                    | Hivatal kezdete                                | Hivatal vége                                   | Kormány                                        | Választás                                      | Kormányzó–elnök |
| ---------------------------------------------- | ---------------------------------------------- | ------------------------------------------------- | ---------------------------------------------- | ---------------------------------------------- | ---------------------------------------------- | ---------------------------------------------- | --------------- |
| (2)                                            |                                                | udvardi és kossuthfalvi Kossuth Lajos (1802–1894) | 1849. április 14.                              | 1849. május 2.                                 | Országos Honvédelmi Bizottmány                 | 1. (1848)                                      | Kossuth Lajos   |
| 3                                              |                                                | szemerei Szemere Bertalan (1812–1869)             | 1849. május 2.                                 | 1849. augusztus 11.                            | Szemere-kormány (Ellenzéki Párt)               | 1. (1848)                                      | Kossuth Lajos   |
| Üres 1849. augusztus 11. – 1849. augusztus 13. | Üres 1849. augusztus 11. – 1849. augusztus 13. | Üres 1849. augusztus 11. – 1849. augusztus 13.    | Üres 1849. augusztus 11. – 1849. augusztus 13. | Üres 1849. augusztus 11. – 1849. augusztus 13. | Üres 1849. augusztus 11. – 1849. augusztus 13. | Üres 1849. augusztus 11. – 1849. augusztus 13. | Görgei Artúr    |

Az 1848–49-es forradalom és szabadságharc után Magyarországon teljes katonai diktatúrát vezettek be, nem működött felelős magyar kormány egészen a kiegyezésig.

### Szent István Koronájának Országai(1867–1918)
Pártok
      DP→SZP→NMP
      OAP
      F48P
      Független
| #    | Portré     | Miniszterelnök                                                        | Hivatal kezdete     | Hivatal vége        | Kormány                                                                                    | Választás             | Uralkodó                             |
| ---- | ---------- | --------------------------------------------------------------------- | ------------------- | ------------------- | ------------------------------------------------------------------------------------------ | --------------------- | ------------------------------------ |
| 4    |            | Id. csíkszentkirályi és krasznahorkai gróf Andrássy Gyula (1823–1890) | 1867. február 17.   | 1871. november 14.  | Andrássy-kormány (Deák-párt)                                                               | 3. (1869)             | I. Ferenc József                     |
| 4    | 4. (1869)  | Id. csíkszentkirályi és krasznahorkai gróf Andrássy Gyula (1823–1890) | 1867. február 17.   | 1871. november 14.  | Andrássy-kormány (Deák-párt)                                                               |                       | I. Ferenc József                     |
| 5    |            | nagylónyai és vásárosnaményi gróf Lónyay Menyhért (1822–1884)         | 1871. november 14.  | 1872. december 4.   | Lónyay-kormány (Deák-párt)                                                                 | 5. (1872)             | I. Ferenc József                     |
| 6    |            | okányi és érkenézi Szlávy József (1818–1900)                          | 1872. december 4.   | 1874. március 21.   | Szlávy-kormány (Deák-párt)                                                                 | 5. (1872)             | I. Ferenc József                     |
| 7    |            | sárosfai és nádasdi Bittó István (1822–1903)                          | 1874. március 21.   | 1875. március 2.    | Bittó-kormány (Deák-párt–Balközép Párt)                                                    | 5. (1872)             | I. Ferenc József                     |
| 8    |            | báró Wenckheim Béla (1811–1879)                                       | 1875. március 2.    | 1875. október 20.   | Wenckheim-kormány (Szabadelvű Párt)                                                        | 5. (1872)             | I. Ferenc József                     |
| 9    |            | borosjenői Tisza Kálmán (1830–1902)                                   | 1875. október 20.   | 1890. március 13.   | Tisza-kormány (Szabadelvű Párt)                                                            |                       | I. Ferenc József                     |
| 9    | 6. (1875)  | borosjenői Tisza Kálmán (1830–1902)                                   | 1875. október 20.   | 1890. március 13.   | Tisza-kormány (Szabadelvű Párt)                                                            |                       | I. Ferenc József                     |
| 9    | 7. (1878)  | borosjenői Tisza Kálmán (1830–1902)                                   | 1875. október 20.   | 1890. március 13.   | Tisza-kormány (Szabadelvű Párt)                                                            |                       | I. Ferenc József                     |
| 9    | 8. (1881)  | borosjenői Tisza Kálmán (1830–1902)                                   | 1875. október 20.   | 1890. március 13.   | Tisza-kormány (Szabadelvű Párt)                                                            |                       | I. Ferenc József                     |
| 9    | 9. (1884)  | borosjenői Tisza Kálmán (1830–1902)                                   | 1875. október 20.   | 1890. március 13.   | Tisza-kormány (Szabadelvű Párt)                                                            |                       | I. Ferenc József                     |
| 9    | 10. (1887) | borosjenői Tisza Kálmán (1830–1902)                                   | 1875. október 20.   | 1890. március 13.   | Tisza-kormány (Szabadelvű Párt)                                                            |                       | I. Ferenc József                     |
| 10   |            | szapári, muraszombati és szécsiszigeti gróf Szapáry Gyula (1832–1905) | 1890. március 13.   | 1892. november 17.  | Szapáry-kormány (Szabadelvű Párt)                                                          |                       | I. Ferenc József                     |
| 10   | 11. (1892) | szapári, muraszombati és szécsiszigeti gróf Szapáry Gyula (1832–1905) | 1890. március 13.   | 1892. november 17.  | Szapáry-kormány (Szabadelvű Párt)                                                          |                       | I. Ferenc József                     |
| 11   |            | Idősebb Wekerle Sándor (1848–1921)                                    | 1892. november 17.  | 1895. január 14.    | első Wekerle-kormány (Szabadelvű Párt)                                                     |                       | I. Ferenc József                     |
| 12   |            | losonczi báró Bánffy Dezső (1843–1911)                                | 1895. január 14.    | 1899. február 26.   | Bánffy-kormány (Szabadelvű Párt)                                                           |                       | I. Ferenc József                     |
| 12   | 12. (1896) | losonczi báró Bánffy Dezső (1843–1911)                                | 1895. január 14.    | 1899. február 26.   | Bánffy-kormány (Szabadelvű Párt)                                                           |                       | I. Ferenc József                     |
| 13   |            | Dr. dukai és szentgyörgyvölgyi Széll Kálmán (1843–1915)               | 1899. február 26.   | 1903. június 27.    | Széll-kormány (Szabadelvű Párt)                                                            |                       | I. Ferenc József                     |
| 13   | 13. (1901) | Dr. dukai és szentgyörgyvölgyi Széll Kálmán (1843–1915)               | 1899. február 26.   | 1903. június 27.    | Széll-kormány (Szabadelvű Párt)                                                            |                       | I. Ferenc József                     |
| 14   |            | Dr. gróf hédervári Khuen-Héderváry Károly (1849–1918)                 | 1903. június 27.    | 1903. november 3.   | első Khuen-Héderváry-kormány (Szabadelvű Párt)                                             |                       | I. Ferenc József                     |
| 15   |            | borosjenői és szegedi gróf Tisza István (1861–1918)                   | 1903. november 3.   | 1905. június 18.    | első Tisza István-kormány (Szabadelvű Párt)                                                |                       | I. Ferenc József                     |
| 16   |            | báró komlóskeresztesi Fejérváry Géza (1833–1914)                      | 1905. június 18.    | 1906. április 8.    | Fejérváry-kormány (Szabadelvű Párt)                                                        | 14. (1905)            | I. Ferenc József                     |
| (11) |            | Idősebb Wekerle Sándor (1848–1921)                                    | 1906. április 8.    | 1910. január 17.    | második Wekerle-kormány (Alkotmánypárt–F48P–Katolikus Néppárt)                             | 15. (1906)            | I. Ferenc József                     |
| (14) |            | Dr. gróf hédervári Khuen-Héderváry Károly (1849–1918)                 | 1910. január 17.    | 1912. április 22.   | második Khuen-Héderváry-kormány (Nemzeti Munkapárt)                                        | 16. (1910)            | I. Ferenc József                     |
| 17   |            | erzsébetvárosi Lukács László (1850–1932)                              | 1912. április 22.   | 1913. június 10.    | Lukács-kormány (Nemzeti Munkapárt)                                                         | 16. (1910)            | I. Ferenc József                     |
| (15) |            | borosjenői és szegedi gróf Tisza István (1861–1918)                   | 1913. június 10.    | 1917. június 15.    | második Tisza István-kormány (Nemzeti Munkapárt)                                           | 16. (1910)            | IV. Károly                           |
| 18   |            | gróf galántai és fraknói Esterházy Móric (1881–1960)                  | 1917. június 15.    | 1917. augusztus 20. | Esterházy-kormány (Nemzeti Munkapárt–PDP–F48P– FNP–Katolikus Néppárt)                      | 16. (1910)            | IV. Károly                           |
| (11) |            | Idősebb Wekerle Sándor (1848–1921)                                    | 1917. augusztus 20. | 1918. október 30.   | harmadik Wekerle-kormány (Alkotmánypárt–Nemzeti Munkapárt–PDP–F48P– FNP–Katolikus Néppárt) | 16. (1910)            | IV. Károly                           |
| 20   |            | futaki gróf Hadik János (1863–1933)                                   | 1918. október 30.   | 1918. október 31.   | Hadik-kormány (Nem alakult meg)                                                            | 16. (1910)            | IV. Károly                           |
| 21   |            | gróf nagykárolyi Károlyi Mihály (1875-1955)                           | 1918. október 31.   | 1918. november 16.  | Károlyi Mihály-kormány (F48P–PRP–MSZDP)                                                    | Magyar Nemzeti Tanács | Habsburg–Lotaringiai József főherceg |

### Magyar Népköztársaság(1918–1919)
Pártok
      F48P
      PRP
| #    | Portré           | Miniszterelnök                              | Hivatal kezdete    | Hivatal vége                                 | Kormány                                 | Választás             | Államfő                     |
| ---- | ---------------- | ------------------------------------------- | ------------------ | -------------------------------------------- | --------------------------------------- | --------------------- | --------------------------- |
| (20) |                  | gróf nagykárolyi Károlyi Mihály (1875-1955) | 1918. november 16. | 1919. január 11.                             | Károlyi Mihály-kormány (F48P–PRP–MSZDP) | Magyar Nemzeti Tanács | Habsburg–Lotaringiai József |
| (20) | önmaga           | gróf nagykárolyi Károlyi Mihály (1875-1955) | 1918. november 16. | 1919. január 11.                             | Károlyi Mihály-kormány (F48P–PRP–MSZDP) | Magyar Nemzeti Tanács |                             |
| —    |                  | Berinkey Dénes (1871–1944)                  | 1919. január 11.   | 1919. január 19.                             | Károlyi Mihály-kormány (F48P–PRP–MSZDP) | Magyar Nemzeti Tanács | Károlyi Mihály              |
| 21   | 1919. január 19. | Berinkey Dénes (1871–1944)                  | 1919. március 21.  | Berinkey-kormány (PRP–F48P–KNP– MSZDP–OKGFP) |                                         | Magyar Nemzeti Tanács | Károlyi Mihály              |

### Magyarországi Tanácsköztársaság(1919)
Pártok
      MSZP/SZKMMP
| #  | Portré | Miniszterelnök            | Hivatal kezdete   | Hivatal vége       | Kormány                                  | Választás                 | Államfő |
| -- | ------ | ------------------------- | ----------------- | ------------------ | ---------------------------------------- | ------------------------- | ------- |
| 22 |        | Garbai Sándor (1879–1947) | 1919. március 21. | 1919. augusztus 1. | Forradalmi Kormányzótanács (MSZP/SZKMMP) | Tanácsok Országos Gyűlése | önmaga  |

#### Ellenforradalmi kormányok(1919)
| # | Portré          | Miniszterelnök                               | Hivatal kezdete  | Hivatal vége            | Kormány                  |
| - | --------------- | -------------------------------------------- | ---------------- | ----------------------- | ------------------------ |
| — |                 | gróf nagykárolyi Károlyi Gyula (1871–1947)   | 1919. május 5.   | 1919. május 31.         | Aradi kormány            |
| — | 1919. május 31. | gróf nagykárolyi Károlyi Gyula (1871–1947)   | 1919. június 6.  | első Szegedi kormány    |                          |
| — | 1919. június 6. | gróf nagykárolyi Károlyi Gyula (1871–1947)   | 1919. július 12. | második Szegedi kormány |                          |
| — |                 | danckai Pattantyús-Ábrahám Dezső (1875–1973) | 1919. július 12. | 1919. augusztus 12.     | harmadik Szegedi kormány |

### Magyar Köztársaság(1919–1920)
Pártok
      MSZDP
      KNEP
      Pártnélküli
| #  | Portré              | Miniszterelnök               | Hivatal kezdete    | Hivatal vége        | Kormány                                 | Választás  | Államfő                               |
| -- | ------------------- | ---------------------------- | ------------------ | ------------------- | --------------------------------------- | ---------- | ------------------------------------- |
| 23 |                     | Peidl Gyula (1873–1943)      | 1919. augusztus 1. | 1919. augusztus 6.  | Peidl-kormány (MSZDP)                   | kinevezett | önmaga                                |
| —  |                     | Friedrich István (1883–1951) | 1919. augusztus 7. | 1919. augusztus 15. | Friedrich-kormány (KNEP–OKGFP)          | kinevezett | Habsburg–Lotaringiai József kormányzó |
| 24 | 1919. augusztus 15. | Friedrich István (1883–1951) | 1919. november 12. |                     | Friedrich-kormány (KNEP–OKGFP)          | kinevezett | Habsburg–Lotaringiai József kormányzó |
| 24 | 1919. augusztus 15. | Friedrich István (1883–1951) | 1919. november 12. | önmaga              | Friedrich-kormány (KNEP–OKGFP)          | kinevezett |                                       |
| 25 |                     | Huszár Károly (1882–1941)    | 1919. november 12. | 1920. február 29.   | Huszár-kormány (KNEP–OKGFP– MSZDP–NDPP) | kinevezett | önmaga                                |

### Magyar Királyság(1920–1946)
Pártok
      KNEP
      EP→NEP→MÉP
      NYKP
      FKgP
      Pártnélküli
| #    | Portré            | Miniszterelnök                                              | Hivatal kezdete     | Hivatal vége          | Kormány                                 | Választás  | Kormányzó     |
| ---- | ----------------- | ----------------------------------------------------------- | ------------------- | --------------------- | --------------------------------------- | ---------- | ------------- |
| (25) |                   | Huszár Károly (1882–1941)                                   | 1920. február 29.   | 1920. március 15.     | Huszár-kormány (KNEP–OKGFP– MSZDP–NDPP) | —          | Horthy Miklós |
| 26   |                   | Simonyi-Semadam Sándor (1864–1946)                          | 1920. március 15.   | 1920. július 19.      | Simonyi-Semadam-kormány (KNEP–OKGFP)    | 17. (1920) | Horthy Miklós |
| 27   |                   | széki gróf Teleki Pál (1879–1941)                           | 1920. július 19.    | 1921. április 14.     | első Teleki-kormány (KNEP–OKGFP)        | 17. (1920) | Horthy Miklós |
| 28   |                   | bethleni gróf Bethlen István (1874–1946)                    | 1921. április 14.   | 1922. február 2.      | Bethlen-kormány (KNEP–OKGFP→EP)         | 17. (1920) | Horthy Miklós |
| (28) | 1922. február 2.  | bethleni gróf Bethlen István (1874–1946)                    | 1931. augusztus 24. |                       | Bethlen-kormány (KNEP–OKGFP→EP)         | 17. (1920) | Horthy Miklós |
| (28) | 1922. február 2.  | bethleni gróf Bethlen István (1874–1946)                    | 1931. augusztus 24. | 18. (1922)            | Bethlen-kormány (KNEP–OKGFP→EP)         |            | Horthy Miklós |
| (28) | 1922. február 2.  | bethleni gróf Bethlen István (1874–1946)                    | 1931. augusztus 24. | 19. (1926)            | Bethlen-kormány (KNEP–OKGFP→EP)         |            | Horthy Miklós |
| (28) | 1922. február 2.  | bethleni gróf Bethlen István (1874–1946)                    | 1931. augusztus 24. | 20. (1931)            | Bethlen-kormány (KNEP–OKGFP→EP)         |            | Horthy Miklós |
| 29   |                   | gróf nagykárolyi Károlyi Gyula (1871–1947)                  | 1931. augusztus 24. | 1932. október 1.      | Károlyi-kormány (EP–KGSZP)              |            | Horthy Miklós |
| 30   |                   | vitéz jákfai Gömbös Gyula (1886–1936)                       | 1932. október 1.    | 1936. október 6.†     | Gömbös-kormány (NEP)                    |            | Horthy Miklós |
| 30   | 21. (1935)        | vitéz jákfai Gömbös Gyula (1886–1936)                       | 1932. október 1.    | 1936. október 6.†     | Gömbös-kormány (NEP)                    |            | Horthy Miklós |
| 31   |                   | pusztaszentgyörgyi és tetétleni Darányi Kálmán (1886–1939)  | 1936. október 6.    | 1936. október 12.     | Gömbös-kormány (NEP)                    |            | Horthy Miklós |
| 31   | 1936. október 12. | pusztaszentgyörgyi és tetétleni Darányi Kálmán (1886–1939)  | 1938. május 14.     | Darányi-kormány (NEP) |                                         |            | Horthy Miklós |
| 32   |                   | vitéz ómoraviczai Imrédy Béla (1891–1946)                   | 1938. május 14.     | 1939. február 16.     | Imrédy-kormány (NEP)                    |            | Horthy Miklós |
| (27) |                   | széki gróf Teleki Pál (1879–1941)                           | 1939. február 16.   | 1941. április 3.†     | második Teleki-kormány (MÉP)            |            | Horthy Miklós |
| (27) | 22. (1939)        | széki gróf Teleki Pál (1879–1941)                           | 1939. február 16.   | 1941. április 3.†     | második Teleki-kormány (MÉP)            |            | Horthy Miklós |
| —    |                   | Ideiglenesen Dr. vitéz Keresztes-Fischer Ferenc (1881–1948) | 1941. április 3.    | 1941. április 3.      | második Teleki-kormány (MÉP)            |            | Horthy Miklós |
| 33   |                   | Dr. Bárdossy László (1890–1946)                             | 1941. április 3.    | 1942. március 7.      | Bárdossy-kormány (MÉP)                  |            | Horthy Miklós |
| —    |                   | Ideiglenesen Dr. vitéz Keresztes-Fischer Ferenc (1881–1948) | 1942. március 7.    | 1942. március 9.      | Bárdossy-kormány (MÉP)                  |            | Horthy Miklós |
| 34   |                   | Dr. nagykállói Kállay Miklós (1887–1967)                    | 1942. március 9.    | 1944. március 22.     | Kállay-kormány (MÉP)                    |            | Horthy Miklós |
| 35   |                   | Sztójay Döme (1883–1946)                                    | 1944. március 22.   | 1944. augusztus 29.   | Sztójay-kormány (MÉP)                   |            | Horthy Miklós |
| 36   |                   | vitéz csíkszentsimonyi Lakatos Géza (1890–1967)             | 1944. augusztus 29. | 1944. október 16.     | Lakatos-kormány (MÉP)                   |            | Horthy Miklós |

#### Nemzeti Összefogás Kormánya(1944–1945)
NYKP
| #  | Portré | Miniszterelnök                          | Hivatal kezdete   | Hivatal vége      | Kormány                    | Választás   | Államfő |
| -- | ------ | --------------------------------------- | ----------------- | ----------------- | -------------------------- | ----------- | ------- |
| 37 |        | Szálasi Ferenc nemzetvezető (1897–1946) | 1944. október 16. | 1945. március 28. | Szálasi-kormány (NYKP-MMP) | puccs révén | önmaga  |

#### Ideiglenes Nemzeti Kormány(1944–46)
Pártok
      Pártnélküli
      FKgP
      MKP
| #  | Portré | Miniszterelnök                             | Hivatal kezdete    | Hivatal vége       | Kormány                                             | Választás               | Államfő          |
| -- | ------ | ------------------------------------------ | ------------------ | ------------------ | --------------------------------------------------- | ----------------------- | ---------------- |
| 38 |        | vitéz lófő dálnoki Miklós Béla (1890–1948) | 1944. december 22. | 1945. november 15. | Ideiglenes Nemzeti Kormány (MKP–FKgP–MSZDP–NPP–PDP) | Ideiglenes Nemzetgyűlés | Nemzeti Főtanács |
| 39 |        | Tildy Zoltán (1889–1961)                   | 1945. november 15. | 1946. február 1.   | Tildy-kormány (MKP–FKgP–MSZDP–NPP)                  | 23. (1945)              | Nemzeti Főtanács |
| —  |        | Ideiglenesen Rákosi Mátyás (1892–1971)     | 1946. február 1.   | 1946. február 4.   | Tildy-kormány (MKP–FKgP–MSZDP–NPP)                  | 23. (1945)              | Nemzeti Főtanács |

### Magyar Köztársaság(1946–1949)
Pártok
      FKgP→
      MDP
| #    | Portré     | Miniszterelnök            | Hivatal kezdete         | Hivatal vége                 | Kormány                                  | Választás       | Államfő                     |
| ---- | ---------- | ------------------------- | ----------------------- | ---------------------------- | ---------------------------------------- | --------------- | --------------------------- |
| 40   |            | Nagy Ferenc (1903–1979)   | 1946. február 4.        | 1947. május 31. (lemondatva) | Nagy Ferenc-kormány (MKP–FKgP–MSZDP–NPP) | 23. (1945)      | Tildy Zoltán                |
| 41   |            | Dinnyés Lajos (1901–1961) | 1947. május 31.         | 1948. december 10.           | Dinnyés-kormány (MKP–FKgP–MSZDP–NPP)     | 23. (1945)      | Tildy Zoltán                |
| 41   | 24. (1947) | Dinnyés Lajos (1901–1961) | 1947. május 31.         | 1948. december 10.           | Dinnyés-kormány (MKP–FKgP–MSZDP–NPP)     | Szakasits Árpád |                             |
| 42   | 24. (1947) |                           | Dobi István (1898–1968) | 1948. december 10.           | 1949. augusztus 20.                      | Szakasits Árpád | Dobi-kormány (MDP–FKgP–NPP) |
| (42) | 24. (1947) |                           | Dobi István (1898–1968) | 1948. december 10.           | 1949. augusztus 20.                      | Szakasits Árpád | Dobi-kormány (MDP–FKgP–NPP) |

### Magyar Népköztársaság(1949–1989)
Pártok
      MDP
      MSZMP
      MSZP
| #    | Portré            | Miniszterelnök             | Hivatal kezdete      | Hivatal vége                                      | Kormány                                    | Választás       | Államfő         |
| ---- | ----------------- | -------------------------- | -------------------- | ------------------------------------------------- | ------------------------------------------ | --------------- | --------------- |
| (42) |                   | Dobi István (1898–1968)    | 1949. augusztus 20.  | 1952. augusztus 14.                               | Dobi-kormány (MDP)                         | 25. (1949)      | Szakasits Árpád |
| (42) | Rónai Sándor      | Dobi István (1898–1968)    | 1949. augusztus 20.  | 1952. augusztus 14.                               | Dobi-kormány (MDP)                         | 25. (1949)      |                 |
| 43   |                   | Rákosi Mátyás (1892–1971)  | 1952. augusztus 14.  | 1953. július 4.                                   | Rákosi-kormány (MDP)                       | 25. (1949)      | Dobi István     |
| 44   |                   | Nagy Imre (1896–1958)      | 1953. július 4.      | 1955. április 18.                                 | első Nagy Imre-kormány (MDP)               | 26. (1953)      | Dobi István     |
| 45   |                   | Hegedüs András (1922–1999) | 1955. április 18.    | 1956. október 24.                                 | Hegedüs-kormány (MDP)                      | 26. (1953)      | Dobi István     |
| (44) |                   | Nagy Imre (1896–1958)      | 1956. október 24.    | 1956. november 3.                                 | második Nagy Imre-kormány (MDP/MSZMP–FKgP) |                 | Dobi István     |
| (44) | 1956. november 3. | Nagy Imre (1896–1958)      | 1956. november 4.    | harmadik Nagy Imre-kormány (MSZMP–FKgP–MSZDP–NPP) |                                            |                 | Dobi István     |
| 46   |                   | Kádár János (1912–1989)    | 1956. november 4.    | 1958. január 28.                                  | első Kádár-kormány (MSZMP)                 | 26. (1953)      | Dobi István     |
| 47   |                   | Münnich Ferenc (1886–1967) | 1958. január 28.     | 1961. szeptember 13.                              | Münnich-kormány (MSZMP)                    | 27. (1958)      | Dobi István     |
| (46) |                   | Kádár János (1912–1989)    | 1961. szeptember 13. | 1965. június 30.                                  | második Kádár-kormány (MSZMP)              | 27. (1958)      | Dobi István     |
| (46) | 28. (1963)        | Kádár János (1912–1989)    | 1961. szeptember 13. | 1965. június 30.                                  | második Kádár-kormány (MSZMP)              |                 | Dobi István     |
| 48   |                   | Kállai Gyula (1910–1996)   | 1965. június 30.     | 1967. április 14.                                 | Kállai-kormány (MSZMP)                     |                 | Dobi István     |
| 49   |                   | Fock Jenő (1916–2001)      | 1967. április 14.    | 1975. május 15.                                   | Fock-kormány (MSZMP)                       | 29. (1967)      | Losonczi Pál    |
| 49   | 30. (1971)        | Fock Jenő (1916–2001)      | 1967. április 14.    | 1975. május 15.                                   | Fock-kormány (MSZMP)                       |                 | Losonczi Pál    |
| 50   |                   | Lázár György (1924–2014)   | 1975. május 15.      | 1987. június 25.                                  | Lázár-kormány (MSZMP)                      | 31. (1975)      | Losonczi Pál    |
| 50   | 32. (1980)        | Lázár György (1924–2014)   | 1975. május 15.      | 1987. június 25.                                  | Lázár-kormány (MSZMP)                      |                 | Losonczi Pál    |
| 50   | 33. (1985)        | Lázár György (1924–2014)   | 1975. május 15.      | 1987. június 25.                                  | Lázár-kormány (MSZMP)                      |                 | Losonczi Pál    |
| 51   |                   | Grósz Károly (1930–1996)   | 1987. június 25.     | 1988. november 24.                                | Grósz-kormány (MSZMP)                      | Németh Károly   |                 |
| 52   |                   | Németh Miklós (1948–)      | 1988. november 24.   | 1989. október 7.                                  | Németh-kormány (MSZMP→MSZP)                | Straub F. Brunó |                 |

### Magyar Köztársaság (1989–2012)
Pártok
      MDF
      MSZP
      Fidesz
      Független
| #    | Portré             | Miniszterelnök            | Hivatal kezdete      | Hivatal vége                           | Kormány                              | Választás             | Államfő       |
| ---- | ------------------ | ------------------------- | -------------------- | -------------------------------------- | ------------------------------------ | --------------------- | ------------- |
| —    |                    | Németh Miklós (1948–)     | 1989. október 23.    | 1990. május 23.                        | Németh-kormány (MSZP)                | –                     | Szűrös Mátyás |
| 53   |                    | Antall József (1932–1993) | 1990. május 23.      | 1993. december 12. †                   | Antall-kormány (MDF–FKGP–KDNP)       | 34. (1990)            | Göncz Árpád   |
| 54   |                    | Boross Péter (1928–)      | 1993. december 12.   | 1993. december 21.                     | Antall-kormány (MDF–FKGP–KDNP)       | 34. (1990)            | Göncz Árpád   |
| 54   | 1993. december 21. | Boross Péter (1928–)      | 1994. július 15.     | Boross-kormány (MDF–EKGP–KDNP)         |                                      | 34. (1990)            | Göncz Árpád   |
| 55   |                    | Horn Gyula (1932–2013)    | 1994. július 15.     | 1998. július 6.                        | Horn-kormány (MSZP–SZDSZ)            | 35. (1994)            | Göncz Árpád   |
| 56   |                    | Orbán Viktor (1963–)      | 1998. július 6.      | 2002. május 27.                        | első Orbán-kormány (Fidesz–FKGP–MDF) | 36. (1998)            | Göncz Árpád   |
| 56   | Mádl Ferenc        | Orbán Viktor (1963–)      | 1998. július 6.      | 2002. május 27.                        | első Orbán-kormány (Fidesz–FKGP–MDF) | 36. (1998)            |               |
| 57   |                    | Medgyessy Péter (1942–)   | 2002. május 27.      | 2004. szeptember 29.                   | Medgyessy-kormány (MSZP–SZDSZ)       | 37. (2002)            |               |
| 58   |                    | Gyurcsány Ferenc (1961–)  | 2004. szeptember 29. | 2006. június 9.                        | első Gyurcsány-kormány (MSZP–SZDSZ)  | 37. (2002)            |               |
| 58   | Sólyom László      | Gyurcsány Ferenc (1961–)  | 2004. szeptember 29. | 2006. június 9.                        | első Gyurcsány-kormány (MSZP–SZDSZ)  | 37. (2002)            |               |
| 58   | 2006. június 9.    | Gyurcsány Ferenc (1961–)  | 2009. április 14.    | második Gyurcsány-kormány (MSZP–SZDSZ) | 38. (2006)                           |                       |               |
| 59   |                    | Bajnai Gordon (1968–)     | 2009. április 14.    | 2010. május 29.                        | 38. (2006)                           | Bajnai-kormány (MSZP) |               |
| (56) |                    | Orbán Viktor (1963–)      | 2010. május 29.      | 2012. január 1.                        | második Orbán-kormány (Fidesz–KDNP)  | 39. (2010)            | Schmitt Pál   |

### Magyarország (2012–napjainkig)
Pártok
      Fidesz
| #    | Portré          | Miniszterelnök       | Hivatal kezdete | Hivatal vége                         | Kormány                             | Választás     | Államfő     |
| ---- | --------------- | -------------------- | --------------- | ------------------------------------ | ----------------------------------- | ------------- | ----------- |
| (56) |                 | Orbán Viktor (1963–) | 2012. január 1. | 2014. május 10.                      | második Orbán-kormány (Fidesz–KDNP) | 39. (2010)    | Schmitt Pál |
| (56) | Áder János      | Orbán Viktor (1963–) | 2012. január 1. | 2014. május 10.                      | második Orbán-kormány (Fidesz–KDNP) | 39. (2010)    |             |
| (56) | 2014. május 10. | Orbán Viktor (1963–) | 2018. május 18. | harmadik Orbán-kormány (Fidesz–KDNP) | 40. (2014)                          |               |             |
| (56) | 2018. május 18. | Orbán Viktor (1963–) | 2022. május 16. | negyedik Orbán-kormány (Fidesz–KDNP) | 41. (2018)                          |               |             |
| (56) | 2022. május 16. | Orbán Viktor (1963–) | hivatalban      | ötödik Orbán-kormány (Fidesz–KDNP)   | 42. (2022)                          | Novák Katalin |             |
| (56) | 2022. május 16. | Orbán Viktor (1963–) | hivatalban      | ötödik Orbán-kormány (Fidesz–KDNP)   | 42. (2022)                          | Sulyok Tamás  |             |